# Hamadryas insularis
Hamadryas insularis är en fjärilsart som beskrevs av Hans Fruhstorfer 1916. Hamadryas insularis ingår i släktet Hamadryas och familjen praktfjärilar. Inga underarter finns listade i Catalogue of Life.